# Туш (фарба)

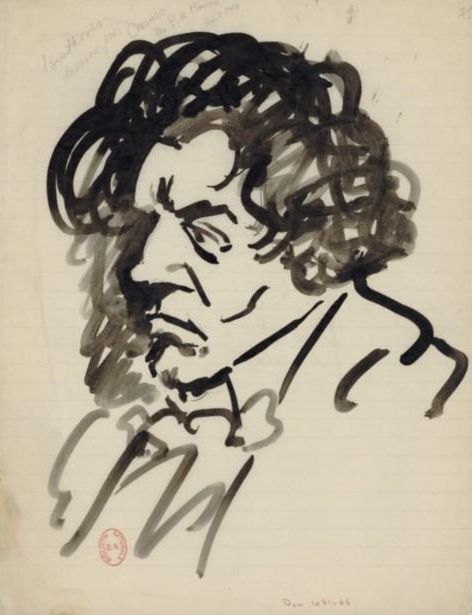
Малюнок тушшю — портрет Бетховена, зроблений Енріко Карузо

Туш, чорна туш (від нім. Tusche) — специфічна фарба, виготовлена із сажі. Туш буває рідка, концентрована і суха (у вигляді паличок або плиток). Чорна туш високої якості має густий чорний колір, легко сходить з пера або з рейсфедера. Існує також так звана кольорова туш (особливий різновид рідких фарб), що зазвичай вживається як живописний або графічний матеріал, рідше для каліграфії.

## Склад і властивості
Туш є суспензією часток барвника в рідині діаметром близько 40 нм. Основою слугує розтерте на порошок вугілля, сажа. Для перешкоджання розшаруванню до неї додаються тваринний клей, шелак, бура, мило, желатин, гуміарабік, декстрин.
Туш нерозчинна у воді, після висихання не втрачає своїх колірних властивостей під дією світла, повітря чи тепла, не розкладається мікроорганізмами.

## Історія

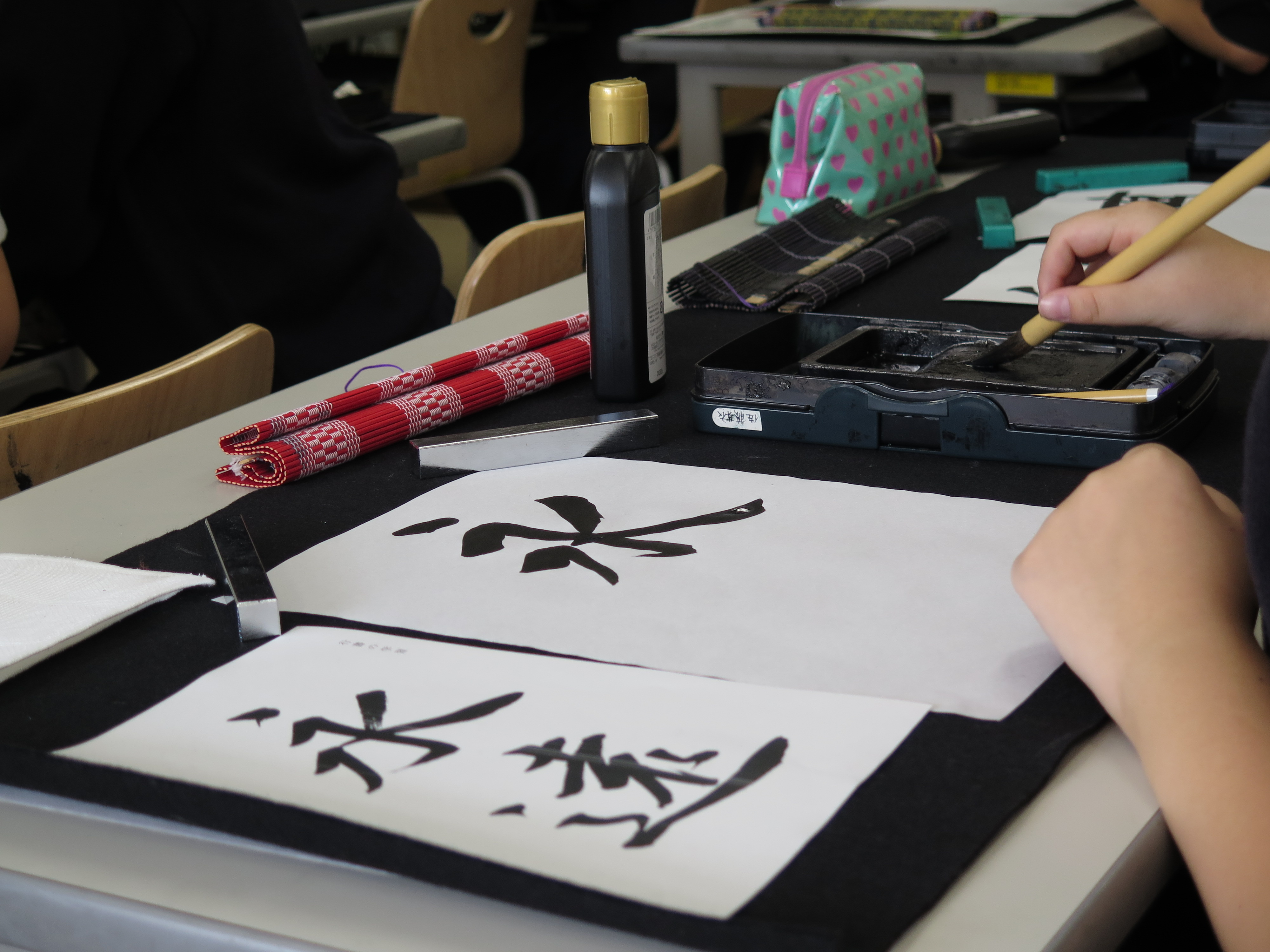
Японська каліграфія тушшю

В Китаї спалюють олію дикої та культурної редьки для отримання сажі, з якої роблять відому китайську туш(с. 57). При спалюванні з березових полін одержують високоякісну сажу, що йде на виробництво туші та друкарської фарби.
Туш — фарба, що на відміну від багатьох інших не втрачає з часом чорного кольору; при сильному розведенні водою дає сірий тон. Туш служить для креслення, малювання (пером і пензлем, із застосуванням штрихування, заливки, відмивки й т. д.). У давнину туш була улюбленим матеріалом для письма, малювання, живопису в Китаї; звідти поширилася в Корею, Японію, а з 15-17 ст. — в Європу.
Туш виготовлялася з сажі, отриманої при спалюванні хвойної деревини, рослинних олій і смол; у 20 ст. використовуються також газова кіптява, сажа, що отримується при спалюванні нафти та її продуктів. Поряд з рідкою тушшю застосовуються також тверді плитки (суха туш), що перед вживанням розтираються з водою у спеціальному посуді.
Тушшю називають і аналогічні чорній туші кольорові фарби, виготовлені на основі кам'яновугільних барвників.

## Різновиди
Туш буває рідка, концентрована та суха у вигляді паличок чи плиток. Високоякісна чорна туш має густий чорний колір, легко сходить з пера чи з рейсфедера.
На Далекому Сході туш використовувалася замість чорнила. Існують також такі різновиди, як кольорова туш (в продажу найбільш поширені червона, синя, зелена, жовта, коричнева туш; змішуючи ці кольори, можна досягти будь-якого кольору).

## Застосування

Сосни (Хасеґава Тохаку, XVI столтіття)

Туш класичного складу (сажа, розведена водою) має широкий спектр застосувань: для письма, малювання, татуювання. Для малювання тушшю застосовуються металеві пера та пензлі. Не рекомендується заправляти тушшю авторучки чи рапідографи.
- Тушшю виконувалися раніше і виконуються графічні документи, якщо до них посилені вимоги щодо стійкості при намоканні (див. Бойовий документ)
- Тушшю легко і приємно виконувати графічні малюнки пензлем[9], ручними плакатними перами чи спеціально відгостреними паличками[10]. Історична графіка китайських майстрів розвивається не одне сторіччя. В таких картинах туш є традиційним зображувальним матеріалом.

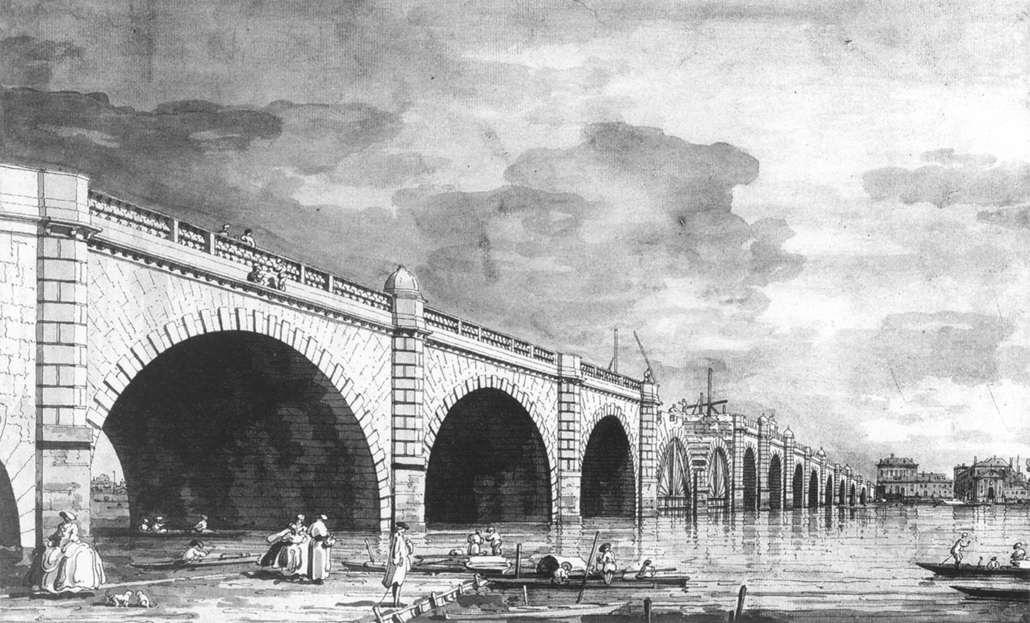
«Лондон: Вестмінстерський міст на ремонті», малюнок тушшю Каналетто, 1749 р.

- «Лондон: Вестмінстерський міст на ремонті», малюнок тушшю Каналетто, 1749 р.Плоскі плакатні пера дозволяють креслити таблиці із лініями заданої товщини, ними зручно виконувати написи рубаними шрифтами. На слензі художників-плакатистів пера називають за кількістю зроблених на них прорізів: на малюнку 1 — «вісімка», 2 — «трієчка», 3 — «четвірочка», 4 — «одиничка». Одиничка і двієчка найбільш застосовані пера. Вони й найшвидше виходять з ладу (ширина матеріалу, що підлягає постійному стисканню / послабленню в цих перах найменша, ламається таке перо швидше, аніж широке)
- Туш застосовується при кресленні рейсфедером. При цьому правильно не вмочати рейсфедер у баночку із тушшю, а окремим пером набирати туш і заливати її між губками рейсфедера. Так рейсфедер не бруднитиме лінійку і креслення не зіпсується
- Для креслення тушшю використовуються спеціальні лінійки, де контактна з пером чи рейсфедером поверхня має відступати від поверхні аркуша на 1-2 мм, щоб туш не затікала під лінійку і не бруднила креслення.
- Тонкими перами тушшю малюють будь-які графічні малюнки, у тому числі комікси. Різновидом таких коміксів є популярна сьогодні манґа.

## Туш в китайському живописі

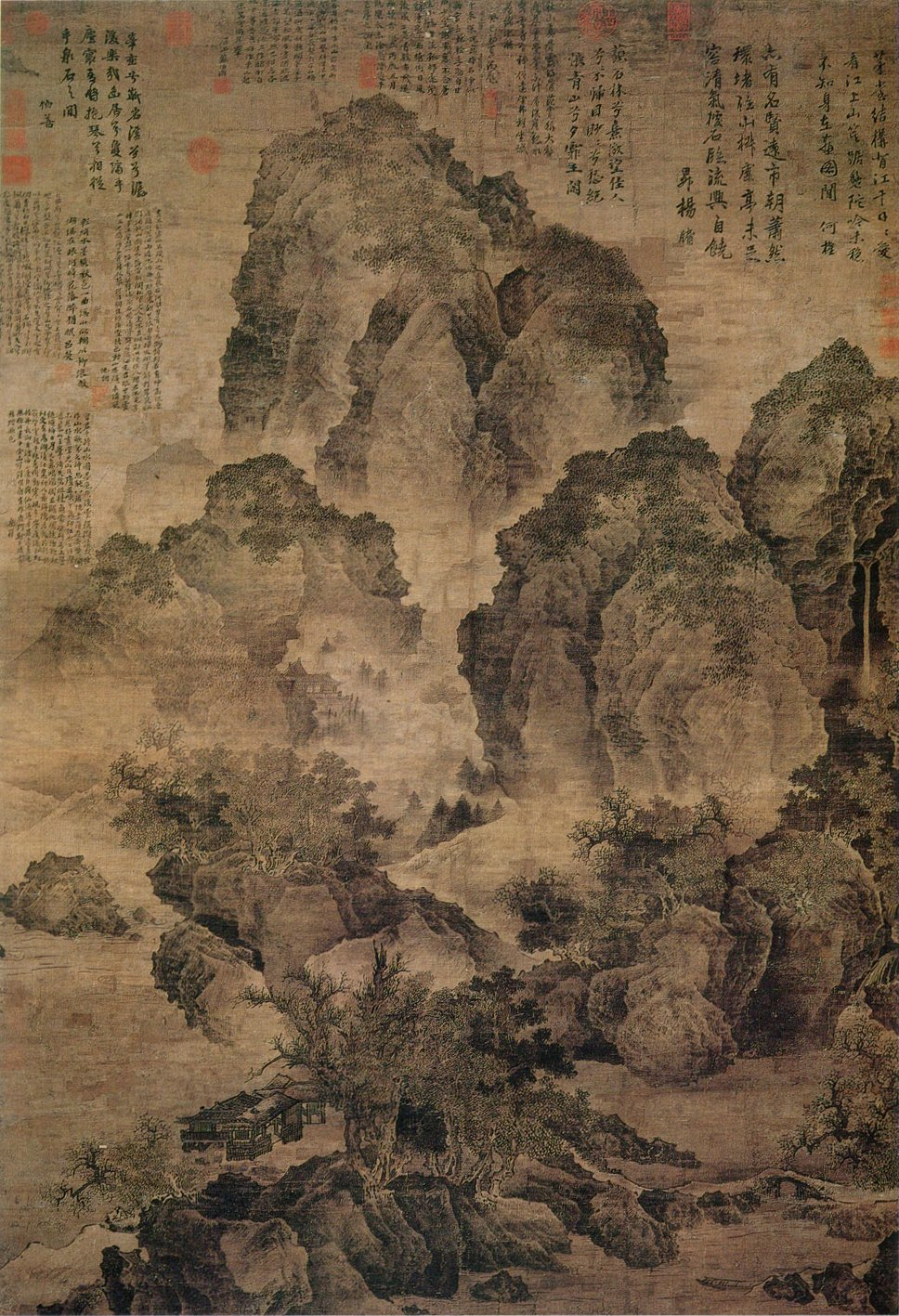
«Сидячи на самоті біля струмка», Фань Куан, XI ст.

Традиційний китайський живопис (гохуа) з'явився в глибокій давнині. Китайські картини пишуться тушшю, мінеральними та рослинними фарбами штибу акварелі на шовку (іноді бавовняній або конопляній тканині) або на особливому папері із м'якого тонкого волокна та мають форму сувоїв — горизонтальних для розглядання на столі та вертикальних для прикрашування стін.
З самого початку китайського живопису образи створювали за допомогою лінійного малюнка. Лінія є основою китайського образотворчого мистецтва. Це ріднить китайський живопис та каліграфію, які в Китаї розвивались в стилістичній єдності та взаємно розвивали один одного. Зв'язок китайського живопису з каліграфією та її акцент на лініях — один з найбільш відмінних рис китайського живопису. І якщо в європейських традиційних картинах олією, в акварелях, можливо зовсім не помітити лінію, то китайський живопис майже не обходиться без лінії. У Китаї  художники, як правило, відмінні каліграфи та дуже часто — поети. Найпростішими лініями китайські митці створили витвір високої художньої досконалості. Така майстерність невіддільна від техніки володіння пензлем, яка вдосконалюється протягом багатьох століть.
Китайська туш, яка використовується в живописі та каліграфії, по якості багато в чому перевершує європейську туш. В Китаї завжди використовують плитки першосортної туші, з чорним лаковим блиском.  Розтираючи плитки з водою до густої чи рідкої консистенції, отримують туш, за допомогою якого художники створюють велику різноманітність тонів. З європейською тушшю такого художнього ефекту досягти неможливо. У Китаї туш сама по собі є цінним витвором мистецтва. У давнину літератори та художники воліли користуватися брусочками туші витонченої форми з вишуканими візерунками.
Великі майстри стародавнього живопису зазвичай власноруч наносили тушшю обриси малюнка, а накладати кольори доручали своїм учням. Є, наприклад, роботи відомого живописця кінця XVII в. Бада Шаньженя (Чжу Да), який досконало володів ефектом, який створювався виключно тушшю та водою. Він писав тушшю, але, змінюючи її нашарування, заражав глядача своїм сприйняттям зображуваного, створюючи одноколірний відтіночний живопис. За тисячоліття китайський живопис виробив свою лаконічну художню мову. У китайському живописі рослини символічно зображають чотири пори року, а місяць або свічка — глибоку ніч. У ній дуже рідко зображають конкретний час доби, ясність або похмурість погоди. Такого роду мова символів, позбавлена предметної реальності, близька та зрозуміла справжньому цінителю китайського мистецтва.
Іноді зображений на картині конкретний час доби визначається віршованими рядками, що підсилює асоціацію глядача. Наприклад, намалювавши ніжну квітку мейхуа (квітка сливи), художник збоку наносить пензлем віршований рядок: «Легкий аромат розпливається в блідому світлі місяця». Конкретний час передається змістом картини із зображенням та віршованим рядком. Китайський живопис — це такий вид мистецтва, який неможливий без свого роду «співучасті» автора і глядача. Картина справжнього художника пробуджує в глядача безліч думок і почуттів.
У китайському живописі існує два стилі писемності, широко поширених в Китаї та взаємно доповнюючих один одного: гунби та сеї. Для картин в стилі «гунби» («ретельний пензлик») характерна наявність ретельно виписаних обрисів, що описують предмети та деталі, на картинах такого стилю можна порахувати волоски в бороді у старця. Іноді цей стиль так і називають «стилем чітких ліній».  Зробивши обрис, художник зафарбовує малюнок мінеральними фарбами. Такі фарби досить довговічні та створюють яскравий колір, картини в стилі «гунби» виглядають дуже декоративно. Саме в стилі «гунби» працювали художники, котрі оформляли розписом інтер'єри палаців імператора та знаті.
На відміну від картин «гунби» в картинах, написаних в стилі «сеї» («передача ідеї»), як правило, відсутні чіткі контурні лінії, картини написані безпосередньо нанесенням тушшю «фактури» зображуваного предмету. Художник більше піклується про передачу емоційного, душевного настрою, ніж про точну передачу деталей. Стиль «сеї» називають також стилем «грубого пензля». Художники цього стилю нерідко вдавалися до таких прийомів, як узагальнення, гіперболізація, асоціація. Саме в стилі «сеї» працювали художники, які писали експромтом, по натхненню, під впливом миттєвого настрою. Картини в стилі «сеї» складно піддаються копіюванню та імітуванню.

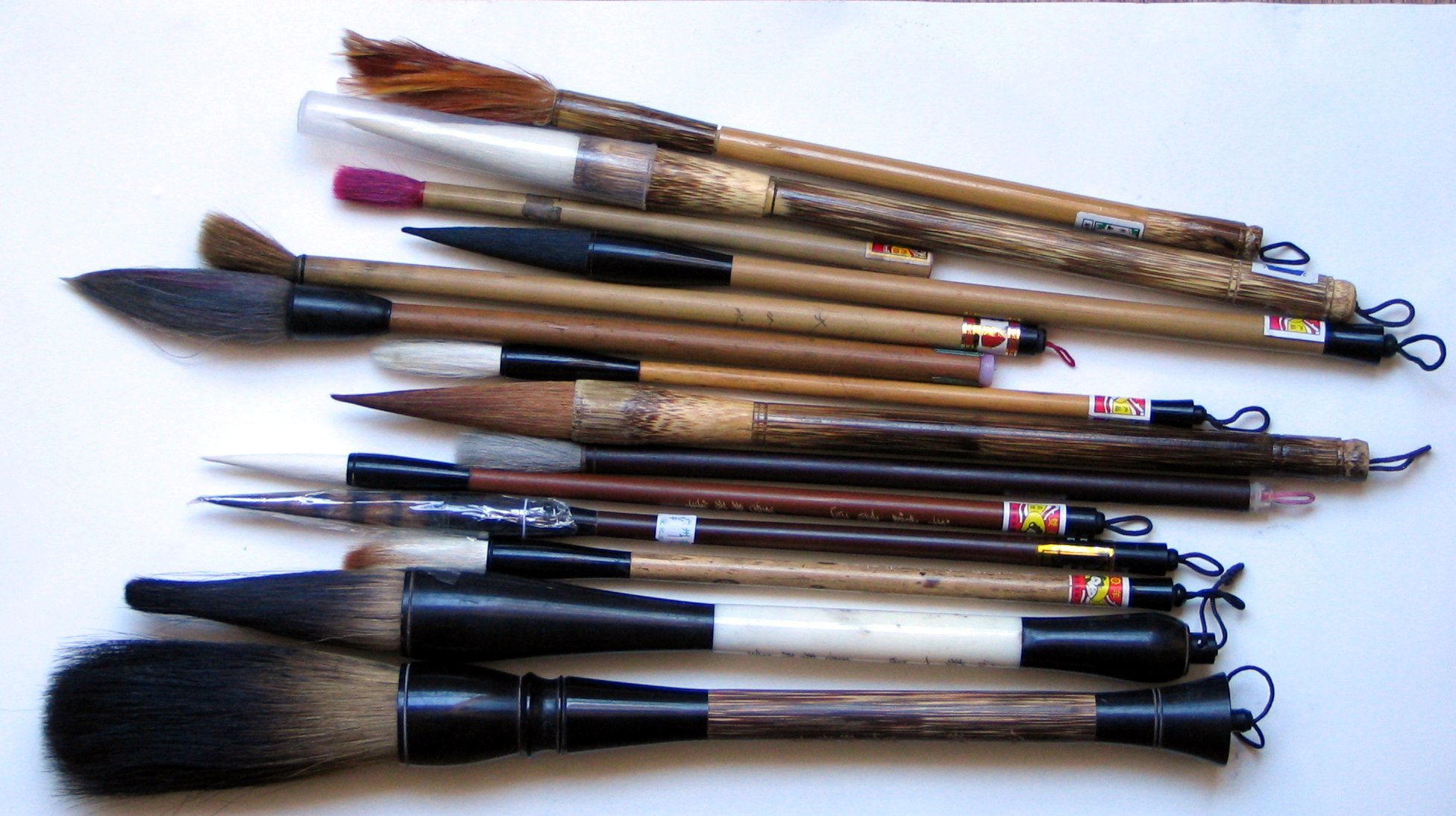
Китайські пензлі для писання тушшю

У більшості випадків художники «сеї» писали тушшю в чорно-біло-сірих тонах, завдяки чому їх картини виглядають не настільки пишно, як виглядають картини в стилі «гунби», але натомість їм притаманні схована експресія і непідробна щирість. У більш зрілий період китайського живопису картини в стилі «сеї» зайняли панівне місце. На ранньому етапі китайського живопису (до 12-го століття) майже безроздільно панував стиль «гунби», на середньому і пізньому етапах став переважати стиль «сеї». Стиль «гунби» був обов'язковим для професійних художників (художників, які писали на замовлення і жили за рахунок своєї праці), тоді як стиль «сеї» виявився кращим у художників-інтелектуалів. Звісно ж, було чимало художників, які застосовували прийоми «гунби» і «сеї», їх картини займають як би проміжне місце між зазначеними стилями.
У традиційному китайському живописі затвердилися певні жанри: пейзаж «гори та води», живопис «квітів і птахів», портрет і анімалістичний жанр (зображення тваринного світу). Деякі художники є геніями в пейзажі «гори та води», але профанами в портреті чи живописі «квітів і птахів». Інші, спеціалізуючись на портретах або в жанрі «квітів і птахів», вже не беруться за інше. Більш того, є художники, які, працюючи в жанрі «квітів і птахів», вважають за краще зображати тільки квітку мейхуа або бамбук. Такого роду «спеціалізацію» рідко зустрінеш у традиційному європейському живописі, хоча вона і ділиться на портрет, пейзаж, натюрморт і інші жанри. «Спеціалізація» ця хороша тим, що дозволяє художнику глибше проникнути в сутність зображуваного предмету і досягти більшої досконалості в його передачі. Так, наприклад, знаменитий художник XVIII ст. Чжен Баньцяо все життя малював лише бамбук, орхідеї та камені. Останнім часом спостерігається значне зростання інтересу до такого своєрідного різновиду образотворчої мови, як китайський живопис пальцем, при якому також використовується туш.
Чжитоухуа (скор. чжихуа) — живопис пальцем (варіант — чжимо — «туш пальцем») — різновид китайського традиційного живопису, побудований на послідовній і системній заміні звичайного волосяного пензлика пальцем (пальцями) художника. Техніка живопису пальцем, припускаючи строге дотримування  загальних для традиційного живопису канонів писемності, будується на послідовній і системній роботі подушечкою пальця, нігтем і краєм долоні. Головне навантаження несе, як правило, вказівний палець, активно беруть участь великий і мізинець, використовуються й інші пальці. Контурні лінії, крапки пишуться нігтем, площини — подушечкою. Тонкі деталі виконують зазвичай нігтем мізинця, широкі мазки — подушечкою великого пальця, причому в останньому випадку можлива участь 2-3 пальців, так, наприклад, застосування «тушевого розплеску» вимагає роботи одночасно безіменним, середнім і великим пальцями. Нерідко використовується край долоні та тильна сторона пальця. Робота пальцем часом поєднується з роботою пензлем (як, наприклад, розфарбування у майстра чжітоухуа Гао Ціпея). Хоча згадка про живопис пальцем зустрічається в теорії та практиці вже в VII—VIII ст. (Див. Трактат Чжан Яньюань «Ліда хв хуа цзи», 847 м), твердження її як самостійного, стійкого різновиду живопису відбувається в кінці XVII-початку XVIII ст. і пов'язується з творчістю Гао Ціпея (1672—1734).

## Суйбокуга, чи сумі-е
Суйбокуґа, чи сумі-е — японський живопис тушшю. Цей китайський стиль живопису був запозичений японськими художниками в XIV ст., а до кінця XV ст. перетворився в основний напрямок живопису Японії. Суйбокуґа монохромна. Вона характеризується впровадженням чорної туші (суми), твердої форми деревного вугілля або виробленої з сажі китайської туші, яка розтирається, розбавляється водою та наноситься пензлем на папір або шовк.
Монохромність пропонує майстру широкий вибір тональних варіантів. Суйбокуґа іноді допускає використання декількох кольорів, але обмежує його тонкими, прозорими мазками, які завжди залишаються підлеглими лінії, виконаної тушшю. Живопис тушшю розділяє з мистецтвом каліграфії такі істотні характеристики, як жорстко контрольована експресія і технічна майстерність форми.
Якість живопису тушшю зводиться, як і в каліграфії, до цілісності та опору на розрив проведеної тушшю лінії, яка як би тримає на собі витвір мистецтва, подібно до того, як кістки тримають на собі тканини. Серед перших дзенських ченців, які працювали в жанрі суйбокуга, слід згадати Као Нінг і Мокуан Реєн. Майстер живопису тушшю Сюбун, який жив у XV ст., Був пов'язаний з художньою академією при храмі Сьококудзі в Кіото. Його більш відомий послідовник Сессю Тойо залишив надзвичайно важливу мистецьку спадщину. Створений ним «Ландшафт Хабоку» (яп. 省 山水 図 Хабоку сансуйдзу, 1945) являє собою приклад стилю «розбризкування туші» — стилю абсолютно вільного, експресивного живопису тушшю, який спочатку асоціювався з ексцентричним китайським художником VIII ст. Ван Мо.

## Поза мистецтвом

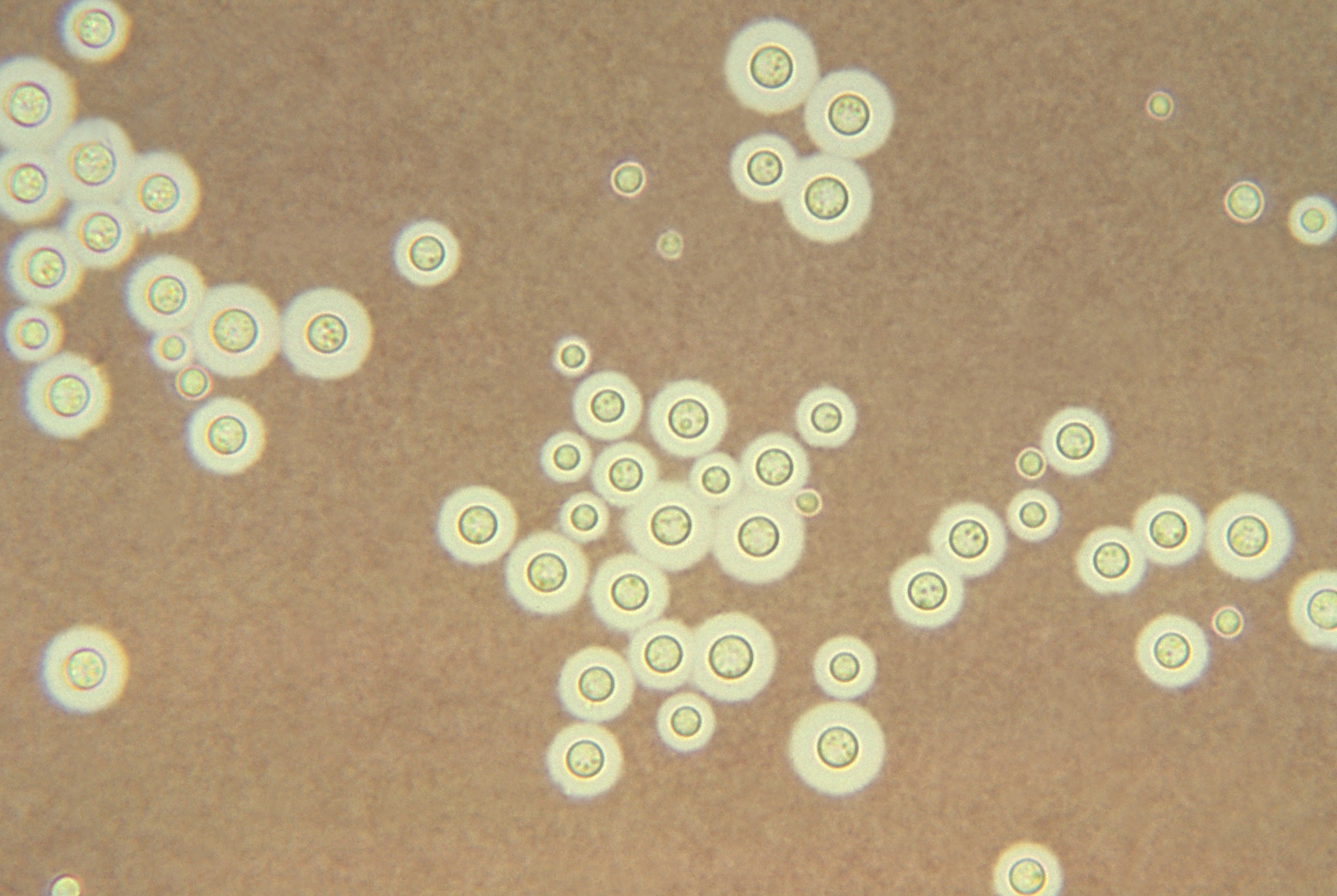
Криптокок на плямі туші

- Криптокок на плямі тушіУ Японії існує «ханецукі» — схожа на бадмінтон національна новорічна гра, в яку грають прямокутними дерев'яними ракетками хагоїта і яскраво опереним воланом. Волан повинен залишатися в повітрі настільки довго, наскільки це можливо. Гравцеві, що пропустив волан, роблять на обличчі позначку тушшю[11].
- Туш застосовується у мікробіології для створення негативної плями — туш дозволяє затемнити фон, при цьому спостереження за бактеріями полегшується завдяки світлішому кольору клітин бактерій. Така техніка дозволяє виявляти інкапсульовані мікроорганізми[12][13].
- Туш може слугувати в деяких медичних дослідженнях маркером, зокрема для оксиметрії[1].